# Eugenia daaouiensis
Eugenia daaouiensis är en myrtenväxtart som beskrevs av André Guillaumin. Eugenia daaouiensis ingår i släktet Eugenia och familjen myrtenväxter.
Artens utbredningsområde är Nya Kaledonien. Inga underarter finns listade i Catalogue of Life.